# Castro dei Volsci
Castro dei Volsci (Càscetre in dialetto castrese) è un comune italiano di 4 346 abitanti della provincia di Frosinone nel Lazio.

## Geografia fisica

### Territorio
Il comune si trova su un bassopiano - affiancato da colline alte fino a 1100 m s.l.m. - che sovrasta una pianura. Il rilievo più alto è rappresentato dal monte Calvilli (1.116 m).
Castro dei Volsci è nel cuore della valle del Sacco. Il territorio è percorso dal fiume Sacco, che nasce dai monti Prenestini e percorre il Lazio centro-orientale fino a confluire nel fiume Liri a sud-est di Ceprano.
Si contraddistingue per un centro storico che si staglia da un'estrema propaggine dei Monti Ausoni (e dal quale è possibile vedere, nelle giornate più limpide, tutto il paesaggio che va da Palestrina fino a Montecassino) e un centro economico e commerciale più moderno, situato più in basso nella pianura sottostante. 

### Clima
Classificazione climatica: zona D, 1831 GR/G

## Origini del nome
Il nome "Castro" deriva dal termine latino “Castrum”, che significa "luogo fortificato", "castello", mentre il nome "Volsci" è riferito all'antica popolazione.
Il nome del paese è relativamente recente, in quanto fino al 1816 era denominato come Castrum S.Petri o Castrum Castri. Quando Filippo III Colonna nel 1816 rinunciò ai propri diritti feudali sul paese, venne lasciato semplicemente il nome Castro, al quale venne poi aggiunto nel 1872 "dei Volsci" per evitare problemi di omonimia.

## Storia
Il territorio di Castro fu abitato sin dall'antichità, come dimostra l'insediamento di Montenero, oggi abbandonato ma risalente ad epoche remote, che appare circondato da un'ampia cerchia muraria composta da blocchi di pietra molto grandi e sovrapposti con la ben nota tecnica diffusa anticamente nel Lazio meridionale, ovvero collocati di taglio senza l'uso di malta. 
La presenza di questa cinta ha fatto nascere la leggenda, tramandata di generazione in generazione, della presenza di una popolazione di giganti. In realtà si tratta di un insediamento eretto dai Volsci (si è anche ipotizzato, senza alcun fondamento, l'identità con l'antico centro volsco di Castriminium), consolidatosi con la distruzione delle città romane dell'area: Fregellae e Fabrateria. In epoca romana furono edificate lungo l'antica strada alcune ville rustiche: in particolare a Casale è stato portato alla luce un vasto complesso edilizio. Una delle ville fa parte di un grande impianto termale, nelle vicinanze di una sorgente di acqua sulfurea. È stata scoperta anche la necropoli di una popolazione germanica, fatto questo singolare che può fornire informazioni su un periodo quasi del tutto sconosciuto della storia laziale.
Dopo l'anno Mille, la posizione strategica di Castro fece sì che il villaggio diventasse proprietà dello Stato Pontificio.
Nel 1151 papa Eugenio III consacrò la rurale Chiesa di Santa Croce e lo stesso anno donò al monastero cistercense di Casamari vasti possedimenti e due chiese nel territorio di Castro. 
Papa Alessandro III donò all'Abbazia di Casamari la chiesa di Sant'Angelo de Meruleta.
La Chiesa gestì il feudo di Castro con molto rigore, e nei momenti critici, durante le lotte con gli Svevi e Io stato siciliano, nominò rappresentanti della Curia papale, a capo della guarnigione castrese. Per questo troviamo diversi anagnini tra i balivi e ciò determinò stretti rapporti fra Anagni e Castro, resi ancora più saldi dalla comune venerazione per Santa Oliva, divenuta patrona di entrambi i paesi.
Nel 1165 Castro fu conquistato dalle truppe di Federico Barbarossa, guidate dall'arcivescovo Cristiano di Magonza, mentre i rapporti con i vicini signori di Ceccano non furono mai ostili.
Il governo pontificio, a partire dal Duecento, spesso designò rettori e vicari al governo di città e paesi con l'evidente intenzione di legare a sé potenti famiglie. Alla metà del Trecento Castro fu organizzato in comune rurale, e nel XV secolo la comunità fu regolata da uno statuto, emanato dai Colonna, a cui il feudo fu concesso fin dai primi anni del Quattrocento. Alla potente famiglia i castresi rimasero fedeli anche nei momenti più critici, seguendola durante la guerra di Campagna contro papa Paolo IV e nella battaglia di Lepanto al seguito di Marcantonio II. I Colonna possedettero in Castro circa mille e cento ettari di terreno, la rocca, il mulino sul fiume Sacco e diverse regalie.

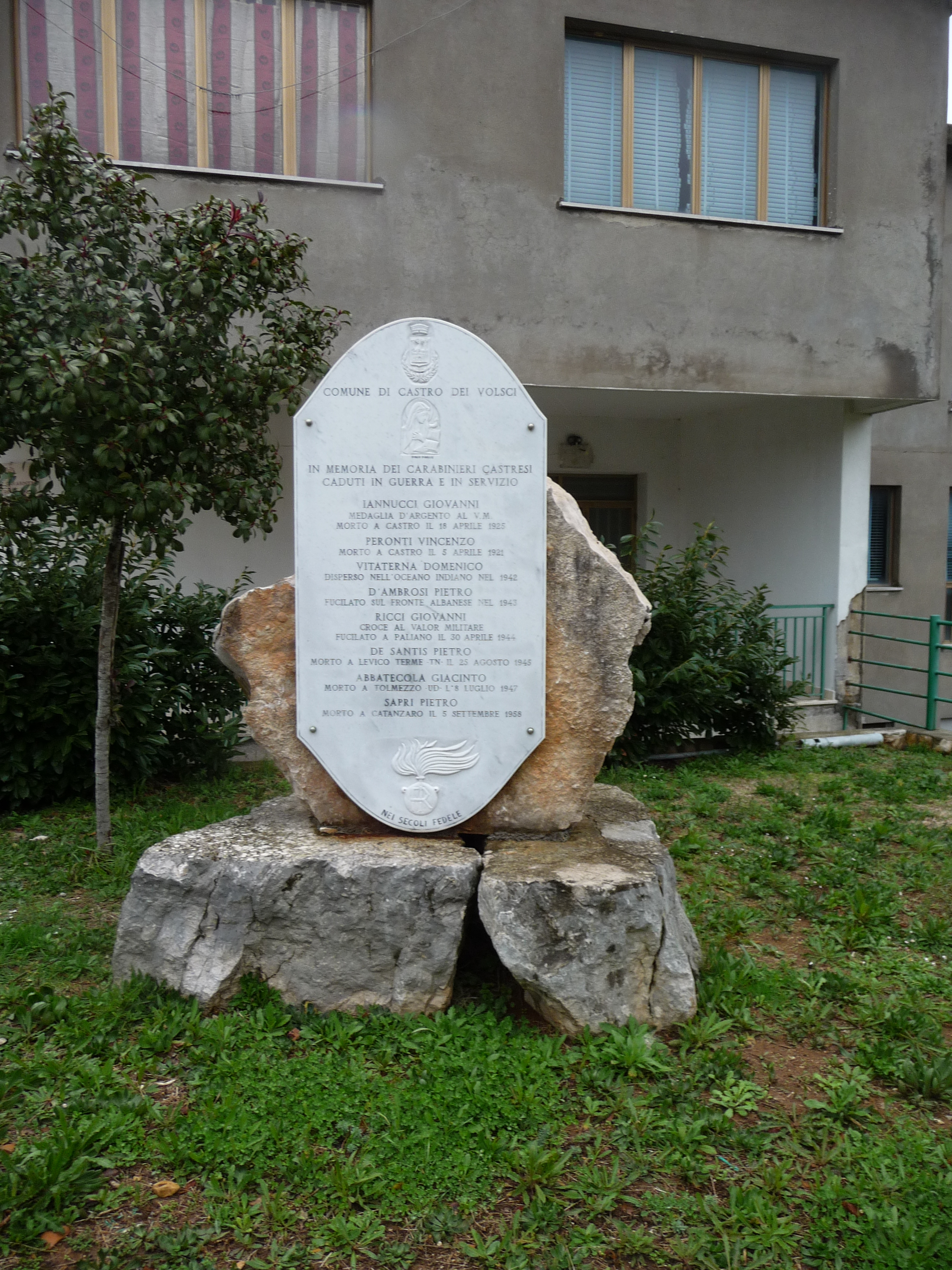
Monumento ai Caduti

Nel corso del XVIII secolo la pacifica comunità castrese registrò un incremento demografico e, nel 1795, furono approntate riforme agrarie. 
In epoca napoleonica, la presenza di un ampio movimento filo-pontificio favorì la nascita del brigantaggio. Castro divenne, infatti, uno degli epicentri del fenomeno: le bande di malviventi si annidavano nel sicuro triangolo Castro-Sonnino-Vallecorsa, al confine dello Stato Pontificio. Il brigantaggio ricomparve intorno aI 1825, e dopo il 1870, con la presenza di bande filoborboniche. L'incremento della popolazione portò ad un forte disboscamento per creare terreni atti alla coltivazione. Fallendo, per vari motivi, questo obiettivo, la gente cercò rimedio nell'emigrazione, soprattutto in Francia. Perciò nei primi decenni del Novecento, e soprattutto nel secondo dopoguerra, il centro storico si è spopolato, mentre le aree rurali circostanti hanno conosciuto un incremento demografico dovuto all'immigrazione da altre zone.
Nel 1927 il comune venne distaccato dalla Provincia di Roma  e aggregato alla quella di Frosinone, di nuova istituzione.
La seconda guerra mondiale è stata un periodo tragico per Castro dei Volsci: nel periodo precedente la liberazione, avvenuta in loco il 27 maggio 1944, vi furono rastrellamenti, deportazioni e fucilazioni da parte dei tedeschi che abbandonavano il paese. A tali episodi fece seguito la triste parentesi delle marocchinate, stupri di massa compiuti dalle truppe algerine all'interno del contingente alleato francese, delle quali il comune di Castro dei Volsci fu uno dei più colpiti in tutta la Ciociaria. In totale furono stuprate nel comune 271 donne (delle quali 68 sotto i 18 anni) e 6 uomini tra i quali addirittura un bambino di 7 anni.
Le conseguenze luttuose della guerra si ripresentarono tragicamente il 1º novembre 1968, quando una granata di un obice americano da 155 mm esplose nel cimitero comunale, causando 4 morti e 17 feriti. Il residuato bellico, posizionato anni prima quale ornato per il monumento ai Caduti, era ancora pieno di tritolo che fu probabilmente innescato da un lumino votivo inserito nel cavo della spoletta.

## Monumenti e luoghi d'interesse

### Architetture civili
- Monumento alla Mamma Ciociara, in memoria delle donne della Ciociaria vittime dei soldati francesi durante la seconda guerra mondiale.[14] Fu posto sulla Rocca dei Colonna precisamente il 3 giugno del 1964. L'opera fu realizzata dallo scultore Fedele Andreani, in marmo di Carrara. Quest'ultima raffigura una madre, che con il suo corpo tenta di proteggere sua figlia dalle violenze. Questa scultura ricorda tutte le donne vittime delle "Marocchinate". Questi avvenimenti sono documentati nella celebre pellicola "La Ciociara" di Vittorio de Sica, tratto dall'omonimo libro di Alberto Moravia.
- Torre dell'orologio, al cui interno è presente Centro Culturale Polifunzionale Nino Manfredi, una mostra permanente dedicata all'attore Nino Manfredi[15].

### Architetture religiose
- Chiesa di Sant'Oliva: è intitolata alla santa protettrice di Castro dei Volsci. Nella Bolla di Papa Onorio II, datata 28 Novembre 1125 dal Laterano, si elencano le chiese di Castro e per la prima volta si fa menzione della chiesa di Sant'Oliva. Presumibilmente si trovava già nel posto attuale: contigua alla Rocca, forse costruita proprio dove era stata quella di San Pietro, nel perimetro delle mura castellane, come fa fede una "portella", affiorata dopo gli sbancamenti effettuati per la nuova via di accesso alla parte più alta del paese, quasi sotto l'abside della chiesa medesima. L'altare maggiore fu consacrato nell'anno 1537 dall'allora vescovo di Veroli, poi cardinale, Ennio Filonardi. Decorosa nella sua veste interna, non priva di solennità e di qualche ricchezza di marmi, merita anche per le sue cappelle laterali e le pitture che la adornano una breve ricognizione descrittiva. Di notevole pregio estetico si presenta il portale in bronzo, donato dall'arciprete Don Mario Avallone alla chiesa di Sant'Oliva. Entrando dal portone principale troviamo, a destra, il Battistero e una grande nicchia con la statua della Santa titolare. Il più antico simulacro in legno è stato sostituito nel 1912 con l'attuale statua, di buona fattura, che spicca nel trono di metallo dorato con il quale viene portata in processione il giorno della sua festa (3 giugno). La cappella di destra è dedicata alla natività. Segue l'altare dedicato a San Lorenzo Martire. A sinistra, entrando, un'altra nicchia, analoga a quella di destra, racchiude la Madonna Addolorata, opera lignea alto-atesina, di recente acquisto. Più in basso, in apposito riparto, il Gesù Deposto. Seguono la cappella della Crocifissione, quadro del pittore Odoardo Righi da Ceprano e quella della Madonna delle Grazie con antica tela raffigurante la Madonna col Bambino. Chiude la navata di sinistra la Cappella del Rosario con ricco altare di marmo e quadro riproducente la Vergine di Pompei. L'altare maggiore contiene, a vista dietro un vetro protettivo, lo scheletro rivestito in cera plasmata di San Giustino. A sinistra dell'altare all'interno di un armadio murale con le ante in vetro, sono custodite la reliquia delle protettrice di Castro e le reliquie dei più conosciuti santi della cristianità. L'elenco di tutti questi sacri resti è conservato nella sagrestia della chiesa. La devozione dei castresi nella loro Patrona risale al più antico Medioevo. La festa di Sant'Oliva si celebra, al giorno d'oggi, il 3 giugno. Anticamente, essa veniva venerata il 15 gennaio.

- Chiesa di San Nicola: è il principale monumento storico di Castro dei Volsci. Conserva tracce rilevanti di affreschi, alcuni contemporanei alla sua edificazione, quando più che una chiesa era un modesto oratorio. Il nucleo originario della chiesa attuale fu costruito nella metà del VI sec. d.C. e dedicata al Santo protettore di Bari. San Nicola nacque a Patara, importante città della Licia (attuale Turchia). Visse durante le persecuzioni di Diocleziano e Massimiliano nel IV sec. d.C. e divenne vescovo di Mira, dove morì. Secondo la tradizione, nel 1087, le sue spoglie furono trafugate e portate a Bari, di cui divenne il Santo Protettore. Alcuni secoli dopo la sua costruzione, a ridosso della chiesa fu edificato un modesto monastero dai monaci di San Benedetto da Norcia. Sappiamo da una Bolla Pontificia del 1226 che il Papa Onorio III affidò la chiesa e il monastero attiguo ai Frati Minori, i quali si preoccuparono di restaurarla e di ampliarla, così come oggi si conserva. Successivamente il vescovo Lombardi la concesse definitivamente ai monaci francescani, aventi però come coadiutore un sacerdote, nominato a tal proposito parroco di San Nicola. La chiesa, ben conservata e recentemente restaurata, è un esempio di architettura paleocristiana dell'Alto Medioevo. Un'architettura che, rimodellata da rifacimenti successivi, subì l'influenza dell'arte benedettina e poi romanica.

## Società

### Evoluzione demografica
Abitanti censiti

### Lingue e dialetti
Come per altre parlate dei comuni dell'area centrale della provincia di Frosinone e che si trovano nei pressi della linea che divide i dialetti mediani e quelli meridionali, il dialetto castrese appartiene ai dialetti italiani mediani pur presentando alcuni elementi di transizione verso i dialetti italiani meridionali.

## Cultura
Negli anni ’70 il Ministero della Pubblica Istruzione lo ha riconosciuto come “zona di notevole interesse pubblico” perché raccoglie punti pubblici di belvedere di eccezionale importanza panoramica, il centro storico inoltre forma un complesso di notevole valore estetico eccezionalmente conservato.
Nel 2016 Castro dei Volsci è entrato a far parte del club "I borghi più belli d'Italia", il terzo in Provincia di Frosinone insieme a Boville Ernica.

### Musei
- Museo civico archeologico[18]

## Economia
Di seguito la tabella storica elaborata dall'Istat a tema Unità locali, intesa come numero di imprese attive, ed addetti, intesi come numero di addetti delle imprese locali attive (valori medi annui).
|                   | 2015                  |                              |                            |                |                       |                     | 2014                  |                | 2013                  |                |
| ----------------- | --------------------- | ---------------------------- | -------------------------- | -------------- | --------------------- | ------------------- | --------------------- | -------------- | --------------------- | -------------- |
|                   | Numero imprese attive | % Provinciale Imprese attive | % Regionale Imprese attive | Numero addetti | % Provinciale Addetti | % Regionale Addetti | Numero imprese attive | Numero addetti | Numero imprese attive | Numero addetti |
| Castro dei Volsci | 252                   | 0,75%                        | 0,06%                      | 467            | 0,44%                 | 0,03%               | 255                   | 486            | 254                   | 448            |
| Frosinone         | 33.605                |                              | 7,38%                      | 106.578        |                       | 6,92%               | 34.015                | 107.546        | 35.081                | 111.529        |
| Lazio             | 455.591               |                              |                            | 1.539.359      |                       |                     | 457.686               | 1.510.459      | 464.094               | 1.525.471      |

Nel 2015 le 252 imprese operanti nel territorio comunale, che rappresentavano lo 0,75% del totale provinciale (33.605 imprese attive), hanno occupato 467 addetti, lo 0,44% del dato provinciale; in media, ogni impresa nel 2015 ha occupato poco meno di due addetti (1,85).

### Turismo
Castro dei Volsci ha ricevuto la Bandiera Arancione, il certificato di eccellenza turistico-ambientale del Touring Club Italiano. Inoltre, il comune fa parte de I borghi più belli d'Italia.

## Infrastrutture e trasporti

### Ferrovie
Il paese è servito da una fermata ferroviaria posta sulla linea Roma-Cassino-Napoli.

## Amministrazione

### Altre informazioni amministrative
- Fa parte della "XXI Comunità Montana dei Monti Lepini ed Ausoni e Valliva".

## Sport

### Tennis
È presente un circolo affiliato alla Federazione Italiana Tennis: CBTC Castro dei Volsci ASD.